# Episodi di CSI: NY (quarta stagione)
La quarta stagione della serie televisiva CSI: NY è stata trasmessa negli Stati Uniti dal 26 settembre 2007 al 21 maggio 2008 su CBS.
In Italia la stagione è stata trasmessa in prima visione dal 14 gennaio al 21 maggio 2009 su Italia 1.
| nº | Titolo originale          | Titolo italiano             | Prima TV USA      | Prima TV Italia  |
| -- | ------------------------- | --------------------------- | ----------------- | ---------------- |
| 1  | Can You Hear Me Now?      | Riesci a sentirmi adesso?   | 26 settembre 2007 | 14 gennaio 2009  |
| 2  | The Deep                  | Sul fondo                   | 3 ottobre 2007    | 21 gennaio 2009  |
| 3  | You Only Die Once         | Si muore una volta soltanto | 10 ottobre 2007   | 28 gennaio 2009  |
| 4  | Time's Up                 | Tempo scaduto               | 17 ottobre 2007   | 4 febbraio 2009  |
| 5  | Down the Rabbit Hole      | Nella tana del coniglio     | 24 ottobre 2007   | 11 febbraio 2009 |
| 6  | Boo                       | La casa dei fantasmi        | 31 ottobre 2007   | 25 febbraio 2009 |
| 7  | Commuted Sentences        | L'anello mancante           | 7 novembre 2007   | 25 febbraio 2009 |
| 8  | Buzzkill                  | Il guastafeste              | 14 novembre 2007  | 4 marzo 2009     |
| 9  | One Wedding and a Funeral | Un matrimonio e un funerale | 21 novembre 2007  | 11 marzo 2009    |
| 10 | The Things About Heroes   | A proposito degli eroi      | 28 novembre 2007  | 19 marzo 2009    |
| 11 | Child's Play              | Scherzi da bambini          | 12 dicembre 2007  | 26 marzo 2009    |
| 12 | Happily Never After       | Come in una fiaba           | 9 gennaio 2008    | 2 aprile 2009    |
| 13 | Family Ties               | Tutto in famiglia           | 23 gennaio 2008   | 8 aprile 2009    |
| 14 | Playing With Matches      | La torcia umana             | 6 febbraio 2008   | 9 aprile 2009    |
| 15 | DOA For a Day             | Vivo o morto?               | 2 aprile 2008     | 16 aprile 2009   |
| 16 | Right Next Door           | Nella porta accanto         | 9 aprile 2008     | 23 aprile 2009   |
| 17 | Like Water For Murder     | Cadaveri sulla spiaggia     | 16 aprile 2008    | 29 aprile 2009   |
| 18 | Admissions                | Ammissioni                  | 30 aprile 2008    | 30 aprile 2009   |
| 19 | Personal Foul             | Fallo personale             | 7 maggio 2008     | 7 maggio 2009    |
| 20 | Taxi                      | Taxi                        | 14 maggio 2008    | 14 maggio 2009   |
| 21 | Hostage                   | L'ostaggio                  | 21 maggio 2008    | 21 maggio 2009   |

## Riesci a sentirmi adesso?
- Titolo originale: Can You Hear Me Now?
- Diretto da: David Von Ancken
- Scritto da: Pam Veasey e Zachary Reiter

### Trama
Mac (dopo il suo viaggio a Londra) e la sua squadra indagano sull'omicidio di una guardia di sicurezza di Liberty Island, trovata sgozzata in cima alla Statua della Libertà, e la faccia della Statua è coperta di sangue che appartiene alla prima vittima, cioè un uomo in libertà vigilata sulla cui maglietta è stata scritta col sangue "ne moriranno altri due". Mac si rende conto che si tratta di una vendetta, e lui e la sua squadra deve trovare una vittima designata prima che sia troppo tardi.
- Altri interpreti: Robert Joy, A. J. Buckley, Bess Wohl, Misha Collins, Charlie Koznick, Alison Sudol

## Sul fondo
- Titolo originale: The Deep
- Diretto da: Oz Scott
- Scritto da: Wendy Battles

### Trama
Mac e la sua squadra indagano sull'omicidio di un istruttore di immersioni, ritrovata in mezzo al mare, durante una gara in barca tra New York e New Jersey. Messer e Hawkes si immergono nell'East River per trovare la scena del crimine e invece trovano la seconda vittima, anche lui un sub, scomparso tre settimane prima insieme al suo collega. Durante una seconda immersione, Sheldon rimane incastrato sotto l'albero maestro di un vascello affondato. Solo l'intervento di Danny evita il peggio e i due riescono a risalire sani e salvi.
- Guest star: Robert Joy
- Altri interpreti: Kerr Smith, Warren DeRosa, Adrian R'Mante, Tanc Sade, Dan Wells

## Si muore una volta soltanto
- Titolo originale: You Only Die Once
- Diretto da: Jonathan Glassner
- Scritto da: Sam Humphrey

### Trama
Mac e la sua squadra indagano su una banda di ladri alla James Bond che usano metodi ad alta tecnologia per rubare informazioni personali sull'account dal computer e telefoni prima di fuggire con una macchina in stile Batmobile. Quando uno dei ladri viene rinvenuto cadavere in strada, Mac e la squadra determinano se una delle vittime della banda ha chiesto punizione o qualcos'altro. Nel frattempo, Mac continua a ricevere strane telefonate alle 3:33 precise, ma dopo pochi squilli il chiamante riattacca. Mac chiede a Flack di indagare, e questo scopre che la misteriosa persona era sulla stesso aereo di Mac partito da Londra e diretto a New York. Alla fine dell'episodio, Mac trova nel suo ufficio una valigia che non è sua; aprendo il lucchetto con il codice 333, trova nella valigia una maglietta bianca insanguinata.
- Guest star: Mykelti Williamson
- Altri interpreti: Robert Joy, K.D. Aubert, Adam Kaufman, Rachelle Lefèvre, Corey Pearson, Christopher Stewart

## Tempo scaduto
- Titolo originale: Time's Up
- Diretto da: Rob Bailey
- Scritto da: Trey Callaway

### Trama
Un uomo si presenta nudo e sanguinante alla centrale di polizia, dove afferma di venire dal futuro e di star per compiere un omicidio. L'uomo, che muore dissanguato tra le braccia di Mac, si rivela di essere un docente universitario di matematica e fisica, nel cui laboratorio è stata ritrovata una macchina del tempo. La vittima designata, invece è uno studente del professore alla Chelsea University, che muore il giorno dopo esattamente all'ora indicata dal docente. Nel frattempo Messer, Bonasera e Angell indagano sulla morte di una ragazza, avvenuta in un bar in seguito a un orgasmo spontaneo che ha causato la rottura dell'aorta. Mac riceve una lettera di addio da parte di Peyton, in cui gli dice che si trasferisce definitivamente a Londra. Bonasera, dopo aver casualmente visto la lettera, raggiunge Mac nel locale in cui lui sta suonando il basso.
- Altri interpreti: Robert Joy, Emmanuelle Vaugier, Rob Boltin, Samuel Child, Joel Polis, Michael Rady, Rosalie Ward, A.J. Buckley

## Nella tana del coniglio
- Titolo originale: Down the Rabbit Hole
- Diretto da: Christine Moore
- Scritto da: Peter M. Lenkov e Sam Humphrey

### Trama
Mac e la sua squadra indagano sull'omicidio di una ragazza vestita da Venus, cosplay di un videogioco online, trovata con un foro di proiettile in testa. I sospetti cadono sul proprietario del personaggio con cui usciva quello della vittima, Mac crea con l'aiuto di Ross un suo avatar per cercare di rimorchiare il sospettato e scoprire così l'IP del suo computer, ma quest'ultimo viene ucciso. L'episodio finisce con il killer, una donna travestita da Venus, che riesce a scappare.
- Altri interpreti: Robert Joy, David Burtka, Hank Harris, Kam Heskin, Jonno Roberts, A.J. Buckley

## La casa dei fantasmi
- Titolo originale: Boo
- Diretto da: Joe Dante
- Scritto da: Peter M. Lenkov e Daniele Nathanson

### Trama
Messer e Monroe indagano sull'omicidio di un'intera famiglia, dovuta a dei colpi di fucile, e all'appello manca solo la figlia più piccola, che dopo essere data per dispersa viene trovata da Monroe ferita e nascosta dentro un passaggio segreto. Invece Mac e gli altri indagano sull'omicidio di un uomo avvenuto in mezzo a un corteo di zombie.
- Guest star: A.J. Buckley, Bruce Dern, Robert Picardo
- Altri interpreti: Robert Joy, Julie Adams, Seth Peterson, Nana Hill

## L'anello mancante
- Titolo originale: Commuted Sentences
- Diretto da: Oz Scott
- Scritto da: John Dove

### Trama
Mac e Bonasera indagano sull'omicidio del figlio di un miliardario, grazie ad una donna arrestata da Flack e i suoi, ritrovata nel suo appartamento dopo che si è lavata via il sangue che aveva addosso. Mentre Messer, Monroe e Hawkes indagano sull'omicidio su una donna, trovata morta sui gradini di un museo. Ma, si scopre che i due casi sono collegati.
- Guest star: A.J. Buckley
- Altri interpreti: Robert Joy, Emmanuelle Vaugier, Bess Wohl, Dax Griffin, Lauren Stamile, Jenny J. Wade

## Il guastafeste
- Titolo originale: Buzzkille
- Diretto da: Jeffrey Hunt
- Scritto da: Jill Abbinanti

### Trama
Bonasera e Lindsay indagano sull'omicidio di una top model, folgorata durante una festa per la campagna pubblicitaria della Martini e nella sua borsetta vengono trovati dei lecca-lecca all'eroina. Invece Mac, Messer e Hawkes indagano sulla rapina in un ristorante, in cui una persona è rimasta uccisa e l'altra è rimasta ferita e Messer l'accompagna in ospedale. Il neurologo che dovrebbe operare la ragazza, rivela a Mac che suo fratello è stato rapito e verrà rilasciato solo che lui fa accidentalmente morire la sopravvissuta.
- Guest star: A.J. Buckley
- Altri interpreti: Robert Joy, Emmanuelle Vaugier, Kerr Smith, Marcus Ashley, Erin Cottrell, Michael Mantell, David Rogers, Scottie Thompson

## Un matrimonio e un funerale
- Titolo originale: One Wedding and a Funeral
- Diretto da: Rob Bailey
- Scritto da: Barbie Kligman

### Trama
Mac, Messer e Hawkes indagano sull'omicidio di un promesso sposo, avvenuto durante il ricevimento di un matrimonio, trovato come regalo di nozze. Intanto dopo aver testimoniato all'udienza di un processo, Bonasera trova un pacco sospetto sul cofano della sua auto. Gli artificieri arrivati sul posto, accertano che non si tratta di una bomba, ma bensì un puzzle in scatola. Sulle tesserine viene rinvenuto del sangue, così Bonasera chiede a Ross di ricostruire il puzzle per vedere se li conduce a un cadavere. Risolto il puzzle, Ross scopre che è una raffigurazione tridimensionale di una parte di New York e un tassello mancante li porta a un appartamento disabitato. Una volta arrivate lì, Bonasera e Monroe scoprono che c'è un altro pacco, con accanto una sagoma da scena del crimine a forma di bambino disegnata per terra. Montando anche quel puzzle, scoprono che manca un altro tassello. Mac si accorge che gli edifici nei quali manca un pezzo sono riconducibili a eventi del suo passato, e sospetta che tutto questo abbia qualcosa a che fare con le telefonate che riceveva alle 3:33 e abbiano usato Stella solo per arrivare a lui. Infatti, il sangue sul puzzle ha degli alleli in comune con il sangue trovato sulla maglietta da bambino che Mac aveva ricevuto qualche giorno prima. Sul luogo in cui Mac aveva fatto la sua festa di fidanzamento trovano il terzo puzzle, che una volta costruito si rivela essere il Tribune Tower, un edificio di Chicago, la città natale di Mac. Mac si reca così a Chicago, dove riceve l'ennesima telefonata in cui una voce gli chiede come ci si sente a tornare a casa propria.
- Guest star: A.J. Buckley
- Altri interpreti: Robert Joy, Kerr Smith, Jamie Chung, Rob Evors, Emily Foxler, Rich Voll

## A proposito degli eroi
- Titolo originale: The Things About Heroes
- Diretto da: Anthony Hemingway
- Scritto da: Pam Veasey e Zachary Reiter

### Trama
Mentre Mac si trova a Chicago per risolvere il mistero di Mister 333, il resto della squadra indagano sull'omicidio di un macchinista trovato 
a bordo del suo treno nella metropolitana di NY. Una volta che la squadra è salita a bordo per le indagini, le porte si chiudono da sole e il treno riparte senza nessuno a guidarlo, e la squadra rimangono bloccati sul treno in corsa, Danny cerca di fermarlo prima che si schianti. Flack si accorge che il treno è il numero 3 e si arresta alla fermata 33; l'inseguitore di Mac ha deciso di attaccare anche il resto della squadra. Intanto Mac trova in una stanza del Tribune Tower di Chicago una mummia appesa al soffitto con una corda al collo, sul muro ci sono scritte con sangue delle lettere e una parola da trovare, esattamente come nel gioco dell'impiccato.
- Guest star: A.J. Buckley, Mykelti Williamson
- Altri interpreti: Robert Joy, Kerr Smith, Erin Daniels, Frank Grillo

## Scherzi da bambini
- Titolo originale: Child's Play
- Diretto da: Jeffrey Hunt
- Scritto da: Pam Veasey e Trey Callaway

### Trama
Bonasera e Flack indagano sull'omicidio di un imprenditore del web, dovuto ad un'esplosione di un sigaro. Invece Messer, mentre si trova a passeggiare con il suo vicino di casa Ruben, si trova in un bel mezzo di una rapina nel quale il proprietario di un negozio di alimentari è rimasto ferito durante una rapina. E una volta in laboratorio, Messer nota il cadavere di Ruben steso su un lettino delle autopsie, colpito da un proiettile.
- Guest star: A.J. Buckley
- Altri interpreti: Robert Joy, Richard V. Licata, Jacqueline Pinol, Brad Rowe, Al Santos, Matthew Yang King

## Come in una fiaba
- Titolo originale: Happily Never After
- Diretto da: Marshall Adams
- Scritto da: Daniele Nathanson e Noah Nelson

### Trama
Bonasera, Monroe e Hawkes indagano sulla strana morte di una proprietaria di un hotel, dovuta ad un arresto cardiaco causato da shock termico. Intanto Mac e Messer indagano sull'omicidio di una donna solita frequentare dei festini tenuti in asili nido, in cui un gruppo di persone si sballa con la droga tutti insieme.
- Guest star: A.J. Buckley
- Altri interpreti: Robert Joy, Emmanuelle Vaugier, Matt Battaglia, Katie Carr, Robert Cicchini, Joshua Lebar, Cole Williams

## Tutto in famiglia
- Titolo originale: Family Ties
- Diretto da: Rob Bailey
- Scritto da: Wendy Battles

### Trama
Mac, Bonasera e Hawkes indagano sull'omicidio di una studentessa universitaria, avvenuta mentre stava annusando dei fiori a un mercatino, ma, mentre stanno indagando sulla scena del crimine, Flack riceve una chiamata per un altro omicidio a soli due edifici di distanza e la vittima era un giudice per la famiglia. Ma, si scopre che i due casi sono collegati. Intanto Messer non si presenta al lavoro e Monroe preoccupata chiede a Flack di mettersi in contatto con lui, ma una volta che il detective si presenta a casa di Messer trova l'appartamento vuoto. Guardandosi intorno, Flack trova sulla schermata del computer il nome di un uomo che durante una rapina aveva ucciso per sbaglio Ruben, il bambino di dieci anni vicino di casa di Messer, e che ora è stato rilasciato su cauzione. Flack nota anche che la pistola dell'amico non è al suo posto e teme che Messer possa commettere un'imprudenza.
- Altri interpreti: Robert Joy, Emmanuelle Vaugier, Shiloh Fernandez, Ashlee Gillespie, Greg Mikurak, Jacqueline Pinol, Al Santos, Daniel Travis, Christopher Warren

## La torcia umana
- Titolo originale: Playing with Matches
- Diretto da: Christine Moore
- Scritto da: Bill Haynes

### Trama
Messer, Monroe e Angell indagano sulla morte di un corridore di slittini, finito carbonizzato sotto il camion. Mentre Mac, Bonasera, Hawkes e Flack indagano sull'omicidio di un'assistente sociale avvenuta in un bagno pubblico, e sospettano di un uomo finito in prigione.
- Altri interpreti: Robert Joy, Emmanuelle Vaugier, Bess Wohl, Aaron Behr, Christopher Bello, Jason Chambers, Nicole Lenz, Reid Scott

## Vivo o morto?
- Titolo originale: DOA for a Day
- Diretto da: Christine Moore
- Scritto da: John Dove e Peter M. Lenkov

### Trama
Mac e la sua squadra si trovano in un magazzino abbandonato dove credono di aver trovato il cadavere di una vecchia conoscenza e assassina (con il nome di Sospettata X), ma scoprono che la vittima è un'altra donna innocente.
- Guest star: A.J. Buckley
- Altri interpreti: Robert Joy, Emmanuelle Vaugier, Jessalyn Gilsig, Kam Heskin, Bryan Anderson

## Nella porta accanto
- Titolo originale: Right Next Door
- Diretto da: Rob Bailey
- Scritto da: Pam Veasey

### Trama
Bonasera si sveglia e si accorge che l'appartamento è stato incendiato, e salva alcuni occupanti del palazzo tra cui un bambino. E quando l'incendio viene domato, trovano il cadavere di una donna.
- Guest star: A.J. Buckley
- Altri interpreti: Robert Joy, Jacqueline Pinol, Austin Whitlock, Kimberly Quinn, Ron Melendez

## Cadaveri sulla spiaggia
- Titolo originale: Like Water for Murder
- Diretto da: Anthony Hemingway
- Scritto da: Sam Hunphrey

### Trama
Mac e la sua squadra indagano sull'omicidio di un'agente immobiliare, trovata nel corpo di uno squalo, ma la squadra scoprono che hanno a che fare con un serial killer dopo aver trovato la seconda vittima.
- Altri interpreti: Robert Joy, Kyle Gallner, Todd Cahoon, Kristen Dalton, Theodore Zoumpoulidis

## Ammissioni
- Titolo originale: Admissions
- Diretto da: Rob Bailey
- Scritto da: Zachary Reiter

### Trama
Mac e la sua squadra indagano sull'omicidio di consulente per l'orientamento, e il sindaco ordina a Mac di scoprire cosa è accaduto.
- Guest star: A.J. Buckley
- Altri interpreti: Robert Joy, Carmen Argenziano, Kelen Coleman, Gideon Emery, Arye Gross, Paul Rodgers, Paul Keeley

## Fallo personale
- Titolo originale: Personal Foul
- Diretto da: David Von Ancken
- Scritto da: Trey Callaway

### Trama
Mentre la ricerca del serial killer del taxi continua sempre di più, Messer, Lindsay e Flack indagano sull'omicidio di un uomo avvenuto durante una partita di basket.
- Altri interpreti: Jessalyn Gilsig, Kyle Gallner, Lindsay Hollister, Jacqueline Pinol, Keri Lynn Pratt, Robert Joy

## Taxi
- Titolo originale: Taxi
- Diretto da: Christine Moore
- Scritto da: Barbie Kligman e John Dove

### Trama
Mac e la sua squadra indagano sull'omicidio di un tassista e si scopre che il serial killer del taxi forse non c'entrerebbe per niente.
- Altri interpreti: Jessalyn Gilsig, Emmanuelle Vaugier, Kyle Gallner, Kristen Dalton, Ryan Locke, Sammi Rotibi, Robert Joy

## L'ostaggio
- Titolo originale: Hostage
- Diretto da: Rob Bailey
- Scritto da: Peter M. Lenkov e Zachary Reiter

### Trama
Un uomo si barrica dentro una banca dopo aver tentato una rapina e uccide il direttore. Mac entra in banca e il resto della squadra cerca di riordinare gli indizi che Mac è in grado di fornire.
- Guest star: A.J. Buckley, Elias Koteas,
- Altri interpreti: Adam Baldwin, Roger Aaron Brown, Dayo Ade, Sharni Vinson, Robert Joy